# Anyphaenoides enigmatica
Espèce
Anyphaenoides enigmatica est une espèce d'araignées aranéomorphes de la famille des Anyphaenidae.

## Distribution
Cette espèce est endémique du département de Santander en Colombie,. Elle se rencontre vers San Vicente de Chucurí.

## Description
Le mâle holotype mesure 4,47 mm et la femelle paratype 5,01 mm.

## Publication originale
- Martínez, Brescovit & Martínez, 2018 : Five new species of the ghost spider genus Anyphaenoides Berland from Colombia (Araneae: Anyphaenidae: Anyphaeninae). Zootaxa, no 4425(2), p. 357-371.